# Rhoicissus
Rhoicissus ist eine Pflanzengattung innerhalb der Familie der Weinrebengewächse (Vitaceae). Die etwa zwölf Arten sind im tropischen und Südlichen Afrika weitverbreitet. Rhoicissus rhomboidea wird als Zierpflanze in Parks und Gärten sowie Räumen verwendet.

## Beschreibung

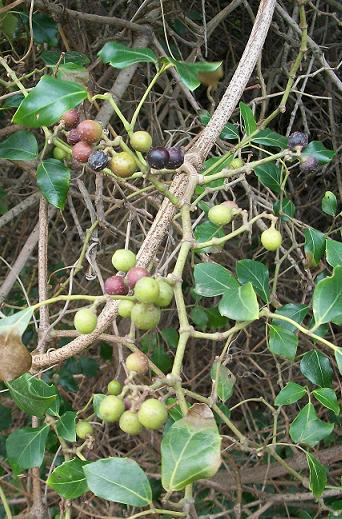
Früchte von Rhoicissus rhomboidea.

### Erscheinungsbild und Blätter
Bei Rhoicissus-Arten handelt es sich um meist immergrüne, wenig bis stärker verholzende Pflanzen, die selten selbständig aufrecht als Sträucher mit rankenden Zweigen oder meist kletternd als Lianen wachsen. Es sind meist Sprossranken vorhanden, die gegenüber den Laubblättern, oft in den Achsen der Blütenstände, stehen.
Die wechselständig an der Sprossachse angeordneten Laubblätter sind meist in Blattstiel und Blattspreite gegliedert. Je nach Art ist die Blattspreite einfach, dreiteilig oder selten fünfzählig handförmig. Die Blattabschnitte können gestielt sein. Die Blattränder sind glatt oder unterschiedlich gezähnt. Es sind meist Nebenblätter vorhanden.

### Blütenstände und Blüten
Die gegenüber den Laubblättern, oft über Blütenstandsschäften stehenden, mehr oder weniger dichten, zymösen, thyrsoiden Blütenstände enthalten meist viele Blüten.
Die relativ kleinen Blüten sind meist fünf-, selten bis zu siebenzählig und radiärsymmetrisch mit doppelter Blütenhülle. Die meist fünf kahlen Kelchblätter sind becherförmig auf mehr oder weniger ihrer gesamten Länge verwachsen. Die meist fünf freien Kronblätter sind mindestens an ihren oberen Enden mehr oder weniger verdickt und fleischig. Der ganzrandige Nektardiskus entwickelt aus der Basis des Fruchtknotens, in dem er eingebettet ist. Es ist nur der innere Staubblattkreis mit meist fünf fertilen, gleichen, freien Staubblättern vorhanden. Die Staubbeutel krümmen sich über das Gynoeceum. Die zwei Fruchtblätter sind zu einem oberständigen, zweikammerigen Fruchtknoten verwachsen. Je Fruchtknotenkammer sind nur zwei Samenanlagen vorhanden. Die schlanken, deutlich sichtbaren Griffel besitzen eine Narbe, die kaum geweiteter ist als die Griffel.

### Früchte und Samen
Die Beeren enthalten meist nur einen oder zwei, selten bis zu vier Samen. Die Samen besitzen eine mehr oder weniger deutliche longitudinale Furche. Die Samenschale ist je nach Art runzelig oder glatt.

## Systematik und Verbreitung
Die Gattung Rhoicissus wurde 1887 durch Jules Émile Planchon in Alphonse Louis Pierre Pyramus de Candolle und Anne Casimir Pyramus de Candolle: Monographiae Phanerogamarum, Band 5, S. 320, 463 aufgestellt. Als Lectotypusart wurde 1953 Rhoicissus capensis (Burm. f.) Planch. durch Karl Suessenguth in Adolf Engler und Carl Prantl: Die natürlichen Pflanzenfamilien, 2. Auflage, 20d, S. 329. Der Gattungsname Rhoicissus leitet sich entweder vom latinischen Wort rhoicus für „von Rhus“ oder vielleicht vom griechischen Wort rhoia für Granatapfel und cissus für Efeu ab.
Die Gattung Rhoicissus gehört zur Unterfamilie Vitoideae innerhalb der Familie der Vitaceae.
Das weite natürliche Verbreitungsgebiet der Gattung Rhoicissus umfasst das tropische und Südliche Afrika weitverbreitet. Zehn Arten kommen auch in Südafrika vor und sind in der Roten Liste der Südafrikanischen Pflanzen gelistet.
Es gibt etwa zwölf Rhoicissus-Arten:
- Rhoicissus digitata (L.f.) Gilg & M.Brandt (Syn.: Cissus thunbergii Eckl. & Zeyh., Rhoicissus cirrhiflora (L.f.) Gilg & M.Brandt): Sie ist in Mosambik, Eswatini und Südafrika verbreitet. Für Südafrika wird sie als „Least Concern“ = „nicht gefährdet“ bewertet und kommt dort in den Provinzen Ostkap, Westkap, KwaZulu-Natal sowie Mpumalanga vor. Sie gedeiht in Höhenlagen zwischen 0 und 600 Meter.
- Rhoicissus kougabergensis Retief & Van Jaarsv.: Dieser seltene Endemit kommt nur in den Kouga Mountains, nahe dem Kougadamm in der Baviaanskloof Wilderness Area in der südafrikanischen Provinz Ostkap vor. Dieses Gebiet ist wenig untersucht und es ist nur eine Population bekannt, aber es könnte mehrere geben. Er gedeiht in subtropischen Dickicht an schroffen Sandsteinhängen, die von Portulacaria afra dominiert sind. Der Bestand gilt als stabil, da er im Naturschutzgebiet geschützt ist.
- Rhoicissus laetans Retief: Diese seltene Art kommt im „Blyde River Canyon Nature Reserve and Penge“ im Grenzgebiet der südafrikanischen Provinzen Limpopo sowie Mpumalanga vor. Sie gedeiht im montanen Grasland oder in bewaldeten schroffen Schluchten, vereinzelt auch in Schluchtwäldern. Die Habitate sind weitgehend unverändert im natürlichen Zustand. Die sechs bekannten Bestände gelten als stabil, da sie hauptsächlich im Naturschutzgebiet liegen und dadurch geschützt sind.
- Rhoicissus magalismontana Oberm.: Es liegen keine Beobachtungen zur Gefährdung in Südafrika vor, da es sich um eine taxonomisch problematische Art handelt. Über die Verbreitung ist nichts bekannt.
- Rhoicissus microphylla (Turcz.) Gilg & M.Brandt (Syn.: Cissus unifoliata Harv., Vitis unifoliata (Harv.) Kuntze): Sie kommt nur in der südafrikanischen Provinz Ostkap vor. Es sind mindestens neun isolierte Populationen bekannt in den Distrikten Queenstown, Stutterheim und Fort Beaufort bekannt. Sie wird als „Least Concern“ = „nicht gefährdet“ bewertet. Sie gedeiht an grasigen Berghängen. Trotz stellenweiser Beweidung unterliegen die meisten Habitate kaum Veränderungen und so gelten die Bestände als stabil.
- Rhoicissus revoilii Planch. (Syn.: Rhoicissus sansibarensis Gilg, Rhoicissus schlechteri Gilg & M. Brandt): Sie kommt beispielsweise in Simbabwe, Ghana und Südafrika vor. Für Südafrika wird sie als „Least Concern“ = „nicht gefährdet“ bewertet und kommt dort in den Provinzen Gauteng, KwaZulu-Natal, Limpopo sowie Mpumalanga vor.
- Rhoicissus rhomboidea (E.Mey. ex Harv.) Planch. (Syn.: Cissus rhomboidea E.Mey. ex Harv.): Für Südafrika wird sie als „Least Concern“ = „nicht gefährdet“ bewertet und kommt dort in den Provinzen Ostkap, KwaZulu-Natal, Limpopo sowie Mpumalanga. Sie wird als Zierpflanze verwendet und dann wie manche andere Arten aus der Familie Vitaceae auch Königswein oder auch Rautenblättrige Klimme genannt.
- Rhoicissus sekhukhuniensis Retief, Siebert & A.E.van Wyk: Sie kommt nur in den nördlichen südafrikanischen Provinzen Limpopo sowie Mpumalanga vor. Für Südafrika wird sie als „Least Concern“ = „nicht gefährdet“ bewertet und ihre Bestände gelten als stabil.
- Rhoicissus sessilifolia Retief: Sie kommt nur in der südafrikanischen Provinz KwaZulu-Natal vor. Ihre Bestände gelten als stabil und sie wird als „Least Concern“ = „nicht gefährdet“ bewertet.
- Rhoicissus tomentosa (Lam.) Wild & R.B.Drumm.: Sie kommt von der Kaphalbinsel und dem Tafelberg entlang einem schmalen Streifen der Küste nach Nordosten bis Ostkap und dem nördlichen KwaZulu-Natal und dann landeinwärts durch Mpumalanga in die Provinz Limpopo bis nach Simbabwe und Malawi. Sie gedeiht fast nur an oder in Wäldern sowie Schluchten und wuchert über Sträucher und Bäume. Für Südafrika wird sie als „Least Concern“ = „nicht gefährdet“ bewertet.
- Rhoicissus tridentata (L.f.) Wild & R.B.Drumm.: Sie ist im tropischen und Südlichen Afrika verbreitet. Für Südafrika wird sie als „Least Concern“ = „nicht gefährdet“ bewertet und kommt dort mit zwei Unterarten im Ostkap, Nordkap, Nordwest, Free State, Gauteng, KwaZulu-Natal, Limpopo sowie Mpumalanga vor:
  - Rhoicissus tridentata subsp. cuneifolia (Eckl. & Zeyh.) Urton
  - Rhoicissus tridentata (L.f.) Wild & R.B.Drumm. subsp. tridentata

Hybriden:
- Rhoicissus tomentosa (Lam.) Wild & R.B.Drumm. × Rhoicissus tridentata subsp. cuneifolia (Eckl. & Zeyh.) Urton: Ein Naturhybride in Südafrika.

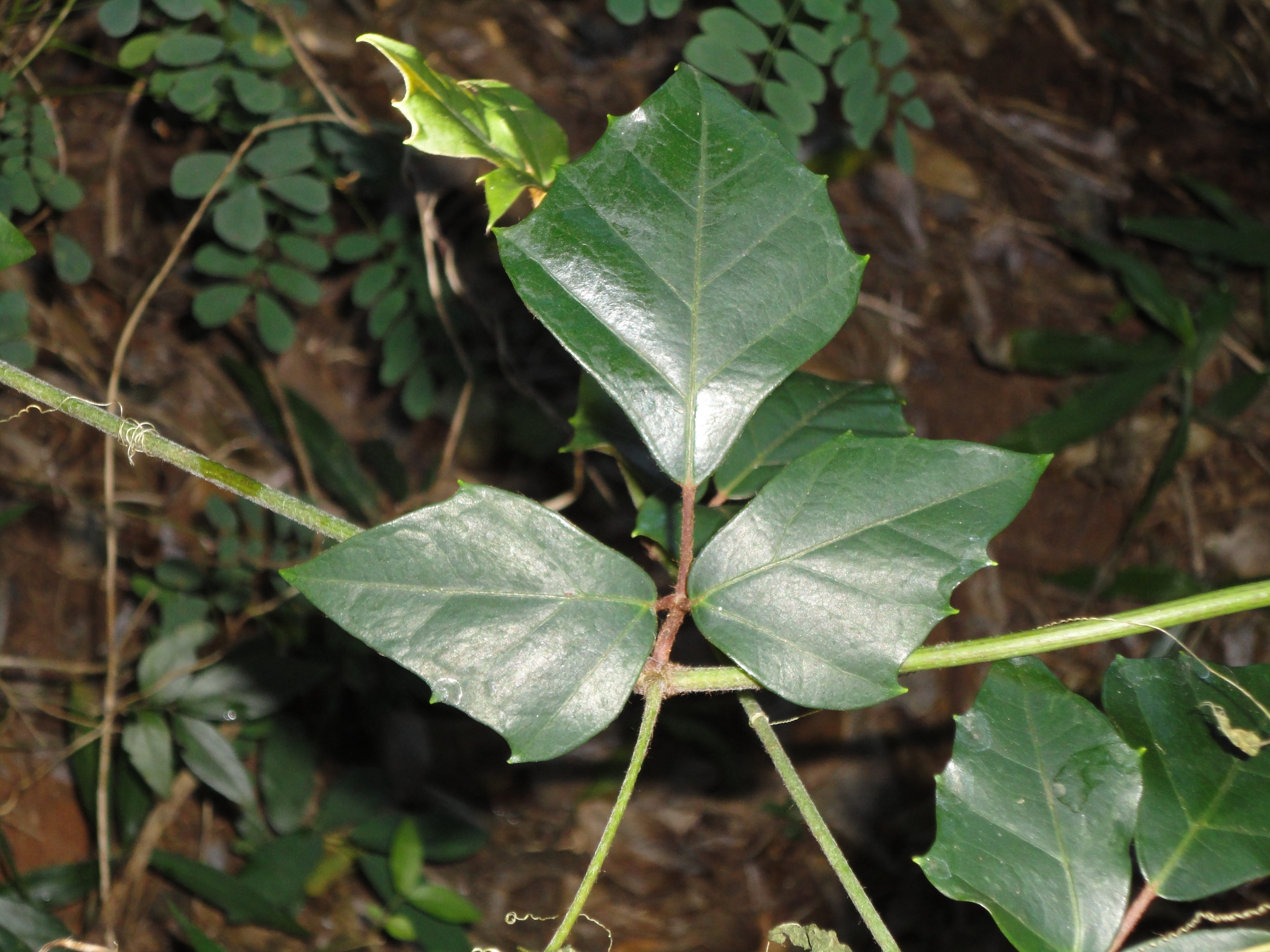
Dreiteiliges Laubblatt von Rhoicissus rhomboidea

## Nutzung
Rhoicissus rhomboidea wird als Zierpflanze in Parks und Gärten sowie Räumen verwendet. Es gibt Ausleseformen wie die Sorte ′Ellen Danica′. Auch Rhoicissus tomentosa dient als Zierpflanze.

## Weiterführende Literatur
- Maurizio Rossettoac, Betsy R. Jackesb, Kirsten D. Scotta & Robert J. Henry: Is the genus Cissus (Vitaceae) monophyletic? Evidence from plastid and nuclear ribosomal DNA, In: Systematic Botany, 27, Issue 3, 2002, S. 522–533. Volltext-online.